# J&S Cup 2005
Warsaw Open 2005 - жіночий тенісний турнір, що проходив у Варшаві (Польща). Належав до Турнір WTA 2-ї категорії|турнірів 2-ї категорії в рамках Туру WTA 2005. Відбувся удесяте. Тривав з 25 квітня до 1 травня 2005 року. Жустін Енен-Арденн виграла свій другий турнір за сезон і перший на цьому турнірі.

## Учасниці

### Сіяні учасниці
| Player              | Країна    | Рейтинг* | Сіяна |
| ------------------- | --------- | -------- | ----- |
| Амелі Моресмо       | Франція   | 3        | 1     |
| Світлана Кузнецова  | Росія     | 7        | 2     |
| Віра Звонарьова     | Росія     | 10       | 3     |
| Патті Шнідер        | Швейцарія | 13       | 4     |
| Олена Бовіна        | Росія     | 14       | 5     |
| Наталі Деші         | Франція   | 15       | 6     |
| Кім Клейстерс       | Бельгія   | 17       | 7     |
| Сільвія Фаріна-Елія | Італія    | 19       | 8     |
| Франческа Ск'явоне  | Італія    | 20       | 9     |

- Рейтинг подано of 18 квітня 2005.
- Амелі Моресмо знялись з турніру, тож Франческа Ск'явоне стала дев'ятою сіяною.

### Інші учасниці
Нижче наведено учасниць, які отримали вайлд-кард на участь в основній сітці:
- Марта Домаховська
- Кароліна Косіньська

Нижче наведено гравчинь, які пробились в основну сітку через стадію кваліфікації:
- Анна Чакветадзе
- Марія Кириленко
- Зузана Ондрашкова
- Юлія Вакуленко

Такі тенісистки потрапили в основну сітку як Щасливі лузери:
- Деніса Хладкова
- Міхаела Паштікова
- Тетяна Перебийніс

## Переможниці та фіналістки

### Одиночний розряд
Жустін Енен-Арденн —  Світлана Кузнецова, 3-6, 6-2, 7-5

### Парний розряд
Тетяна Перебийніс /  Барбора Стрицова —  Клаудія Янс /  Алісія Росольська, 6-1, 6-4